# Jaroslav Levinský
Jaroslav Levinský (Valašské Meziříčí, 11 febbraio 1981) è un allenatore di tennis ed ex tennista ceco.

## Carriera da giocatore
Tennista specializzato nel doppio ha ottenuto in questa disciplina i migliori risultati. Ha raggiunto quindici finali vincendone cinque nel doppio maschile mentre negli Slam ha ottenuto il risultato migliore nel doppio misto grazie alla finale degli Australian Open 2010 giocata insieme a Ekaterina Makarova. Il suo best ranking di doppio è stato il numero 24 raggiunto nel 2007. Nel corso degli Australian Open 2010 ha subito un infortunio al gomito che ne ha condizionato la carriera, interrotta per tre anni e poi terminata agli US Open 2014.

## Carriera da allenatore
Durante il periodo di inattività iniziato nel 2010 a causa di un infortunio ha iniziato la carriera da allenatore, seguendo tra gli altri Rainer Schuttler nel 2010 e Yen-hsun Lu e Sergiy Stakhovsky nel 2012. È stato anche allenatore in campo femminile di Anna Karolina Schmiedlova, di Krystina Pliskova dal 2019 al 2021 e di Kateryna Baindl. Dal 2023 è l'allenatore di Laslo Djere.

## Statistiche

### Doppio

#### Vittorie (5)
| Legenda                                                |
| Grande Slam (0)                                        |
| ATP World Tour Finals (0)                              |
| ATP Masters Series / ATP Masters 1000 (0)              |
| ATP International Series Gold / ATP World Tour 500 (0) |
| ATP International Series / ATP World Tour 250 (5)      |

| Numero | Data            | Torneo                             | Superficie  | Compagno        | Avversari in finale                  | Punteggio        |
| 1.     | 19 luglio 2004  | Dutch Open, Amersfoort             | Terra rossa | David Škoch     | José Acasuso Luis Horna              | 6–0, 2–6, 7–5    |
| 2.     | 6 febbraio 2006 | PBZ Zagreb Indoors, Zagabria       | Sintetico   | Michal Mertiňák | Davide Sanguinetti Andreas Seppi     | 7–6(6), 6–1      |
| 3.     | 31 luglio 2006  | Croatia Open Umag, Umago           | Terra rossa | David Škoch     | Guillermo García López Albert Portas | 6–4, 6–4         |
| 4.     | 14 luglio 2008  | Allianz Suisse Open Gstaad, Gstaad | Terra rossa | Filip Polášek   | Stéphane Bohli Stan Wawrinka         | 3–6, 6–2, [11–9] |
| 5.     | 19 luglio 2009  | Swedish Open, Båstad               | Terra rossa | Filip Polášek   | Robert Lindstedt Robin Söderling     | 1–6, 6–3, [10–7] |

#### Finali perse (10)
| Legenda                                                |
| Grande Slam (0)                                        |
| ATP World Tour Finals (0)                              |
| ATP Masters Series / ATP Masters 1000 (0)              |
| ATP International Series Gold / ATP World Tour 500 (0) |
| ATP International Series / ATP World Tour 250 (10)     |

| Numero | Data              | Torneo                               | Superficie    | Compagno         | Avversari in finale                  | Punteggio           |
| 1.     | 24 luglio 2004    | Croatia Open Umag, Umago (1)         | Terra rossa   | David Škoch      | José Acasuso Flávio Saretta          | 6–4, 2–6, 4–6       |
| 2.     | 25 ottobre 2004   | St. Petersburg Open, San Pietroburgo | Sintetico (i) | Dominik Hrbatý   | Arnaud Clément Michaël Llodra        | 3–6, 2–6            |
| 3.     | 6 marzo 2006      | Tennis Channel Open, Las Vegas       | Cemento       | Robert Lindstedt | Bob Bryan Mike Bryan                 | 3–6, 2–6            |
| 4.     | 15 ottobre 2006   | Kremlin Cup, Mosca                   | Sintetico (i) | František Čermák | Fabrice Santoro Nenad Zimonjić       | 1–6, 5–7            |
| 5.     | 29 ottobre 2006   | Grand Prix de Tennis de Lyon, Lione  | Sintetico (i) | František Čermák | Julien Benneteau Arnaud Clément      | 2–6, 7–6(3), [7–10] |
| 6.     | 4 febbraio 2007   | PBZ Zagreb Indoors, Zagabria         | Sintetico (i) | František Čermák | Michael Kohlmann Alexander Waske     | 6(5)–7, 6–4, [5–10] |
| 7.     | 30 aprile 2007    | BMW Open, Monaco                     | Terra rossa   | Jan Hájek        | Philipp Kohlschreiber Michail Južnyj | 1–6, 4–6            |
| 8.     | 23 luglio 2007    | Croatia Open Umag, Umago (2)         | Terra rossa   | David Škoch      | Lukáš Dlouhý Michal Mertiňák         | 1–6, 1–6            |
| 9.     | 2 agosto 2009     | Allianz Suisse Open Gstaad, Gstaad   | Terra rossa   | Filip Polášek    | Marco Chiudinelli Michael Lammer     | 4–6, 4–6            |
| 10.    | 28 settembre 2009 | Malaysian Open, Kuala Lumpur         | Cemento (i)   | Igor Kunitsyn    | Mariusz Fyrstenberg Marcin Matkowski | 2–6, 1–6            |

### Doppio Misto

#### Sconfitte (1)
| Tornei del Grande Slam  |
| ----------------------- |
| Australian Open (1)     |
| Open di Francia (0)     |
| Torneo di Wimbledon (0) |
| US Open (0)             |

| N. | Anno            | Torneo                     | Superficie | Compagno           | Avversari in finale     | Punteggio |
| 1. | 31 gennaio 2010 | Australian Open, Melbourne | Cemento    | Ekaterina Makarova | Cara Black Leander Paes | 5-7, 3-6  |